# Atalanta Bergamasca Calcio 1958-1959
Questa pagina raccoglie i dati riguardanti l'Atalanta Bergamasca Calcio nelle competizioni ufficiali della stagione 1958-1959.

## Stagione
Dopo la retrocessione dell'anno prima, la società conferma gran parte della rosa per la Serie B 1958-1959, integrando giocatori di categoria e formando una squadra capace di ben figurare. Su tutti spicca Bengt Gustavsson, svedese che nell'estate 1958 disputa da titolare la finale della Coppa Rimet con la sua nazionale. I risultati sono ottimi tanto da non mettere mai in discussione la promozione.
In Coppa Italia il cammino, dopo aver eliminato Biellese, L'Aquila e SPAL, si interrompe agli ottavi, per via della sconfitta casalinga contro il Talmone Torino.
Al termine della stagione i nerazzurri partecipano anche alla Coppa dell'Amicizia, dove affrontano il Le Havre, battuto all'andata (3-2 in trasferta) ma vincitore al ritorno (0-1 a Bergamo); la selezione italiana (di cui fa parte l'Atalanta) risulta comunque vincente al termine del torneo.

## Rosa
| N. |                   | Ruolo | Calciatore            |
| -- | ----------------- | ----- | --------------------- |
|    | Italia (bandiera) | P     | Angelo Boccardi       |
|    | Italia (bandiera) | P     | Pier Luigi Pizzaballa |
|    | Italia (bandiera) | D     | Giovanni Cattozzo     |
|    | Italia (bandiera) | D     | Piero Gardoni         |
|    | Svezia (bandiera) | D     | Bengt Gustavsson      |
|    | Italia (bandiera) | D     | Franco Nodari         |
|    | Italia (bandiera) | D     | Francesco Pizzi       |
|    | Italia (bandiera) | D     | Livio Roncoli         |
|    | Italia (bandiera) | C     | Stefano Angeleri      |
|    | Italia (bandiera) | C     | Silvano Chiumento     |
|    | Italia (bandiera) | C     | Rino Marchesi         |

| N. |                   | Ruolo | Calciatore         |
| -- | ----------------- | ----- | ------------------ |
|    | Italia (bandiera) | C     | Tarcisio Oberti    |
|    | Italia (bandiera) | C     | Sergio Pensotti    |
|    | Italia (bandiera) | C     | Pierluigi Ronzon   |
|    | Italia (bandiera) | C     | Giorgio Veneri     |
|    | Italia (bandiera) | A     | Arturo Gentili     |
|    | Italia (bandiera) | A     | Angelo Longoni     |
|    | Italia (bandiera) | A     | Alfonso Dante Mion |
|    | Italia (bandiera) | A     | Rinaldo Olivieri   |
|    | Italia (bandiera) | A     | Giuseppe Secchi    |
|    | Italia (bandiera) | A     | Giovanni Zavaglio  |

## Risultati

### Campionato

#### Girone di andata
| Valdagno 21 settembre 1958 1ª giornata | Marzotto Valdagno | 0 – 0 | Atalanta | Stadio dei Fiori\| Arbitro: \| Menchini (Udine) \| |
| Arbitro:                               | Menchini (Udine)  |       |          |                                                    |

| Arbitro: | Campagna (Palermo) |

|                                            |           |               |
| Longoni 18’ Ronzon 56’ Zavaglio 90’ (rig.) | Marcatori | 68’ Pistacchi |

| Como 5 ottobre 1958 3ª giornata | Como                  | 0 – 0 | Atalanta | Stadio Giuseppe Sinigaglia\| Arbitro: \| Guarnaschelli (Pavia) \| |
| Arbitro:                        | Guarnaschelli (Pavia) |       |          |                                                                   |

| Arbitro: | Caputo (Napoli) |

|             |           |  |
| Gentili 10’ | Marcatori |  |

| Arbitro: | Ubezio (Novara) |

|                                            |           |                         |
| Longoni 52’ Marchesi 66’ (rig.) 84’ (rig.) | Marcatori | 74’ (rig.) 81’ Vernazza |

| Arbitro: | Menchini (Udine) |

|                  |           |                       |
| Regalia 14’, 74’ | Marcatori | 4’ Longoni 60’ Secchi |

| Arbitro: | Babini (Ravenna) |

|  |           |              |
|  | Marcatori | 42’ Olivieri |

| Arbitro: | Butti (Como) |

|               |           |          |
| Chiumento 72’ | Marcatori | 60’ Nova |

| Arbitro: | Bartolomei (Roma) |

|                    |           |            |
| Mion 24’ Milan 88’ | Marcatori | 46’ Secchi |

| Arbitro: | De Robbio (Torre Annunziata) |

|             |           |              |
| Longoni 47’ | Marcatori | 73’ Bonacchi |

| Arbitro: | Bonetto (Torino) |

|               |           |  |
| Calzolari 68’ | Marcatori |  |

| Arbitro: | Gambarotta (Genova) |

|                 |           |             |
| Ronzon 76’, 82’ | Marcatori | 88’ Bagnoli |

| Arbitro: | Cataldo (Reggio Calabria) |

|                                    |           |             |
| Gentili 29’ Ronzon 53’ Longoni 88’ | Marcatori | 13’ Bozzato |

| Monza 28 dicembre 1958 14ª giornata | Simmenthal-Monza | 0 – 0 | Atalanta | Stadio Città di Monza\| Arbitro: \| Grillo (Napoli) \| |
| Arbitro:                            | Grillo (Napoli)  |       |          |                                                        |

| Arbitro: | De Marchi (Pordenone) |

|                                                            |           |             |
| Ronzon 1’ Marchesi 14’ (rig.) Secchi 52’, 55’ Pensotti 68’ | Marcatori | 84’ Alicata |

| Catania 11 gennaio 1959 16ª giornata | Catania      | 0 – 0 | Atalanta | Stadio Cibali\| Arbitro: \| Adami (Roma) \| |
| Arbitro:                             | Adami (Roma) |       |          |                                             |

| Arbitro: | Gay (Asti) |

|                                               |           |  |
| Longoni 32’, 41’ Zavaglio 47’, 53’ Secchi 77’ | Marcatori |  |

| Arbitro: | De Robbio (Torre Annunziata) |

|                                               |           |              |
| Pensotti 36’ Zavaglio 52’ Marchesi 68’ (rig.) | Marcatori | 56’ Piccioni |

| Arbitro: | Annoscia (Bari) |

|  |           |              |
|  | Marcatori | 89’ Zavaglio |

#### Girone di ritorno
| Bergamo 8 febbraio 1959 20ª giornata | Atalanta         | 0 – 0 | Marzotto Valdagno | Stadio Atleti Azzurri d'Italia\| Arbitro: \| Babini (Ravenna) \| |
| Arbitro:                             | Babini (Ravenna) |       |                   |                                                                  |

| Arbitro: | Rigato (Mestre) |

|                           |           |                        |
| Zavaglio 43’ Olivieri 55’ | Marcatori | 65’ Tribuzio 85’ Costa |

| Arbitro: | Baldassarre (Udine) |

|            |           |                                      |
| Ronzon 27’ | Marcatori | 31’ Stefanini II 37’ (aut.) Cattozzo |

| Arbitro: | Lo Bello (Siracusa) |

|              |           |             |
| Fiorindi 79’ | Marcatori | 59’ Longoni |

| Arbitro: | Angelini (Firenze) |

|              |           |  |
| Vernazza 10’ | Marcatori |  |

| Arbitro: | Adami (Roma) |

|                                         |           |             |
| Ronzon 7’, 63’ Longoni 51’ Olivieri 79’ | Marcatori | 57’ Regalia |

| Arbitro: | Cerutti (Legnano) |

|                                                |           |  |
| Ronzon 10’, 12’ Zavaglio 50’, 86’ Olivieri 68’ | Marcatori |  |

| Arbitro: | Menchini (Udine) |

|             |           |                                  |
| Taccola 75’ | Marcatori | 26’ Zavaglio 90’ (rig.) Marchesi |

| Bergamo 29 marzo 1959 28ª giornata | Atalanta       | 0 – 0 | Venezia | Stadio Comunale\| Arbitro: \| Cariani (Roma) \| |
| Arbitro:                           | Cariani (Roma) |       |         |                                                 |

| Arbitro: | Bonetto (Torino) |

|             |           |                   |
| Cardoni 79’ | Marcatori | 28’, 67’ Zavaglio |

| Arbitro: | D'Agostini (Roma) |

|                  |           |  |
| Gentili 21’, 48’ | Marcatori |  |

| Arbitro: | Annoscia (Bari) |

|  |           |                               |
|  | Marcatori | 37’, 81’ Pensotti 83’ Gentili |

| Arbitro: | Leita (Udine) |

|             |           |                        |
| Moradei 65’ | Marcatori | 45+1’ (aut.) Verdolini |

| Arbitro: | Righi (Milano) |

|             |           |             |
| Longoni 90’ | Marcatori | 19’ Maestri |

| Arbitro: | Cariani (Roma) |

|                 |           |                        |
| Orlando 9’, 40’ | Marcatori | 15’ Longoni 64’ Ronzon |

| Arbitro: | De Marchi (Pordenone) |

|                   |           |           |
| Zavaglio 40’, 73’ | Marcatori | 58’ Macor |

| Arbitro: | De Robbio (Torre Annunziata) |

|                                 |           |                     |
| Mecozzi 83’ (rig.) Ponzetti 85’ | Marcatori | 88’ (rig.) Marchesi |

| Novara 31 maggio 1959 37ª giornata | Novara             | 0 – 0 | Atalanta | Stadio Comunale\| Arbitro: \| Famulari (Messina) \| |
| Arbitro:                           | Famulari (Messina) |       |          |                                                     |

| Arbitro: | De Magistris (Torino) |

|                     |           |  |
| Marchesi 75’ (rig.) | Marcatori |  |

### Coppa Italia
| Arbitro: | Gambarotta (Genova) |

|               |           |                     |
| Campanini 27’ | Marcatori | 16’ Secchi 95’ Mion |

| Arbitro: | Ubezio (Novara) |

|                                           |           |  |
| Zavaglio 36’ Secchi 58’, 62’ Olivieri 82’ | Marcatori |  |

| Arbitro: | Baldassarre (Udine) |

|                        |           |              |
| Ronzon 9’ Pensotti 74’ | Marcatori | 22’ Broccini |

| Arbitro: | Gambarotta (Genova) |

|                    |           |                     |
| Cancian 36’ (aut.) | Marcatori | 16’ Arce 38’ Marchi |

### Coppa dell'Amicizia
| Arbitro: | Marchese (Napoli) |

|                            |           |                                             |
| Salzborn 59’ Bouchache 85’ | Marcatori | 34’ Ronzon 42’ Olivieri 48’ (rig.) Marchesi |

| Arbitro: | Bois |

|  |           |               |
|  | Marcatori | 60’ Bouchache |

## Statistiche

### Statistiche dei giocatori
| Giocatore       | Serie B  | Serie B | Serie B     | Serie B    | Coppa Italia | Coppa Italia | Coppa Italia | Coppa Italia | Coppa dell'Amicizia | Coppa dell'Amicizia | Coppa dell'Amicizia | Coppa dell'Amicizia | Totale   | Totale | Totale      | Totale     |
| Giocatore       | Presenze | Reti    | Ammonizioni | Espulsioni | Presenze     | Reti         | Ammonizioni  | Espulsioni   | Presenze            | Reti                | Ammonizioni         | Espulsioni          | Presenze | Reti   | Ammonizioni | Espulsioni |
| --------------- | -------- | ------- | ----------- | ---------- | ------------ | ------------ | ------------ | ------------ | ------------------- | ------------------- | ------------------- | ------------------- | -------- | ------ | ----------- | ---------- |
| A. Boccardi     | 37       | ?       | ?           | ?          | ?            | ?            | ?            | ?            | 2                   | -3                  | ?                   | ?                   | 39+      | -3+    | ?           | ?          |
| P.L. Pizzaballa | 1        | ?       | ?           | ?          | ?            | ?            | ?            | ?            | -                   | -                   | -                   | -                   | 1+       | 0+     | 0+          | 0+         |
| G. Cattozzo     | 31       | 0       | ?           | ?          | ?            | ?            | ?            | ?            | 2                   | 0                   | ?                   | ?                   | 33+      | 0+     | ?           | ?          |
| P. Gardoni      | 4        | 0       | ?           | ?          | ?            | ?            | ?            | ?            | -                   | -                   | -                   | -                   | 4+       | 0+     | 0+          | 0+         |
| B. Gustavsson   | 37       | 0       | ?           | ?          | ?            | ?            | ?            | ?            | 2                   | 0                   | ?                   | ?                   | 39+      | 0+     | ?           | ?          |
| F. Nodari       | 2        | 0       | ?           | ?          | ?            | ?            | ?            | ?            | -                   | -                   | -                   | -                   | 2+       | 0+     | 0+          | 0+         |
| F. Pizzi        | 2        | 0       | ?           | ?          | ?            | ?            | ?            | ?            | -                   | -                   | -                   | -                   | 2+       | 0+     | 0+          | 0+         |
| L. Roncoli      | 38       | 0       | ?           | ?          | ?            | ?            | ?            | ?            | 2                   | 0                   | ?                   | ?                   | 40+      | 0+     | ?           | ?          |
| S. Angeleri     | 36       | 0       | ?           | ?          | ?            | ?            | ?            | ?            | 2                   | 0                   | ?                   | ?                   | 38+      | 0+     | ?           | ?          |
| S. Chiumento    | 4        | 1       | ?           | ?          | ?            | ?            | ?            | ?            | -                   | -                   | -                   | -                   | 4+       | 1+     | 0+          | 0+         |
| R. Marchesi     | 38       | 7       | ?           | ?          | ?            | ?            | ?            | ?            | 2                   | 1                   | ?                   | ?                   | 40+      | 8+     | ?           | ?          |
| T. Oberti       | 4        | 0       | ?           | ?          | ?            | ?            | ?            | ?            | -                   | -                   | -                   | -                   | 4+       | 0+     | 0+          | 0+         |
| S. Pensotti     | 27       | 4       | ?           | ?          | ?            | ?            | ?            | ?            | 1                   | 0                   | ?                   | ?                   | 28+      | 4+     | ?           | ?          |
| P. Ronzon       | 38       | 1       | ?           | ?          | ?            | ?            | ?            | ?            | 2                   | 1                   | ?                   | ?                   | 40+      | 2+     | ?           | ?          |
| G. Veneri       | 1        | 0       | ?           | ?          | ?            | ?            | ?            | ?            | -                   | -                   | -                   | -                   | 1+       | 0+     | 0+          | 0+         |
| A. Gentili      | 14       | 5       | ?           | ?          | ?            | ?            | ?            | ?            | 1                   | 0                   | ?                   | ?                   | 15+      | 5+     | ?           | ?          |
| A. Longoni      | 36       | 11      | ?           | ?          | ?            | ?            | ?            | ?            | 1                   | 0                   | ?                   | ?                   | 37+      | 11+    | ?           | ?          |
| A.D. Mion       | 4        | 0       | ?           | ?          | ?            | ?            | ?            | ?            | -                   | -                   | -                   | -                   | 4+       | 0+     | 0+          | 0+         |
| R. Olivieri     | 25       | 4       | ?           | ?          | ?            | ?            | ?            | ?            | 1                   | 1                   | ?                   | ?                   | 26+      | 5+     | ?           | ?          |
| G. Secchi       | 17       | 5       | ?           | ?          | ?            | ?            | ?            | ?            | -                   | -                   | -                   | -                   | 17+      | 5+     | 0+          | 0+         |
| G. Zavaglio     | 22       | 13      | ?           | ?          | ?            | ?            | ?            | ?            | 2                   | 0                   | ?                   | ?                   | 24+      | 13+    | ?           | ?          |
| H. Maschio      | -        | -       | -           | -          | -            | -            | -            | -            | 1                   | 0                   | ?                   | ?                   | 1        | 0      | 0+          | 0+         |
| E. Nova         | -        | -       | -           | -          | -            | -            | -            | -            | 1                   | 0                   | ?                   | ?                   | 1        | 0      | 0+          | 0+         |